# Gobiernos de la Primera República española
Los Gobiernos de la Primera República española fueron 8 en total, 5 durante la República federal (del 11 de febrero de 1873 al 3 de enero de 1874) y otros 3 durante la República unitaria (del 4 de enero de 1874 al 29 de diciembre de 1874).

## Gobiernos de la República federal

### Presidencia de Estanislao Figueras (11 de febrero-11 de junio de 1873)
| Presidente        | Estanislao Figueras y Moragas                                                                |
| Estado            | Emilio Castelar y Ripoll                                                                     |
| Gobernación       | Francisco Pi y Margall                                                                       |
| Gracia y Justicia | Nicolás Salmerón y Alonso                                                                    |
| Marina            | José María Beránger Ruiz de Apodaca                                                          |
| Guerra            | Fernando Fernández de Córdoba Valcárcel Domingo Moriones y Murillo, interino (24 de febrero) |
| Hacienda          | José Echegaray y Eizaguirre                                                                  |
| Ultramar          | Francisco Salmerón y Alonso                                                                  |
| Fomento           | Manuel Becerra y Bermúdez                                                                    |

| Presidente        | Estanislao Figueras y Moragas Francisco Pi y Margall, interino (10-25 de marzo / 21-28 de abril) |
| Estado            | Emilio Castelar y Ripoll |
| Gobernación       | Francisco Pi y Margall |
| Gracia y Justicia | Nicolás Salmerón y Alonso |
| Marina            | Jacobo Oreyro y Villavicencio |
| Guerra            | Juan Acosta Muñoz (24 de febrero-30 de abril) Ramón Nouvilas y Rafols (30 de abril-7 de junio) Fernando Pierrad, interino (30 de abril-3 de mayo) Estanislao Figueras y Moragas, interino (8 de mayo-11 de junio) |
| Hacienda          | Juan Tutau y Verges |
| Ultramar          | José Cristóbal Sorní y Grau |
| Fomento           | Eduardo Chao Fernández |

### Presidencia de Francisco Pi y Margall (11 de junio-18 de julio de 1873)
| Presidente        | Francisco Pi y Margall |
| Estado            | José Muro y López Salgado (11-28 de junio) Eleuterio Maisonnave y Cutayar (28 de junio-18 de julio)                                         |
| Gobernación       | Francisco Pi y Margall |
| Gracia y Justicia | José Fernández González (11-28 de junio) Joaquín Gil Bergés (28 de junio-18 de julio)                                                       |
| Marina            | Federico Anrich Santamaría |
| Guerra            | Nicolás Estévanez Murphy (11-28 de junio) Eulogio González Íscar (28 de junio-18 de julio) Eduardo López Carrafa, interino (28-30 de junio) |
| Hacienda          | Teodoro Ladico y Font (11-28 de junio) José Carvajal Hué (28 de junio-18 de julio)                                                          |
| Ultramar          | José Cristóbal Sorní y Grau (11-28 de junio) Francisco Suñer y Capdevila (28 de junio-18 de julio)                                          |
| Fomento           | Eduardo Benot Rodríguez (11-28 de junio) Ramón Pérez Costales (28 de junio-18 de julio)                                                     |

### Presidencia de Nicolás Salmerón (18 de julio-7 de septiembre de 1873)
| Presidente        | Nicolás Salmerón Alonso                                      |
| Estado            | Santiago Soler y Pla (19 de julio-4 de septiembre)           |
| Gobernación       | Eleuterio Maisonnave y Cutayar (19 de julio-4 de septiembre) |
| Gracia y Justicia | Pedro José Moreno Rodríguez (19 de julio-4 de septiembre)    |
| Marina            | Jacobo Oreyro y Villavicencio (19 de julio-4 de septiembre)  |
| Guerra            | Eulogio González Íscar (19 de julio-4 de septiembre)         |
| Hacienda          | José Carvajal Hué (19 de julio-4 de septiembre)              |
| Ultramar          | Eduardo Palanca Asensi (19 de julio-4 de septiembre)         |
| Fomento           | José Fernando González Sánchez (19 de julio-4 de septiembre) |

### Presidencia de Emilio Castelar (7 de septiembre de 1873- 3 de enero de 1874)
| Presidente        | Emilio Castelar y Ripoll                                                                                               |
| Estado            | José Carvajal Hué (desde el 8 de septiembre)                                                                           |
| Gobernación       | Eleuterio Maisonnave y Cutayar (desde el 8 de septiembre) José Carvajal Hué, interino (25-30 de septiembre)            |
| Gracia y Justicia | Luis del Río y Ramos (desde el 8 de septiembre)                                                                        |
| Marina            | Jacobo Oreyro y Villavicencio (desde el 8 de septiembre) José Sánchez Bregua, interino (15 de octubre-16 de noviembre) |
| Guerra            | Jacobo Oreyro y Villavicencio, interino (8-9 de septiembre) José Sánchez Bregua (desde el 9 de septiembre)             |
| Hacienda          | Luís María Pedregal (desde el 8 de septiembre)                                                                         |
| Ultramar          | Santiago Soler y Pla (desde el 8 de septiembre) Joaquín Gil Bergés, interino (29 de octubre)                           |
| Fomento           | Joaquín Gil Bergés (desde el 8 de septiembre)                                                                          |

## Gobiernos de la República unitaria

### Presidencia de Francisco Serrano (3 de enero-31 de diciembre de 1874)
| Presidente        | Francisco Serrano y Domínguez (3 de enero-26 de febrero) Juan de Zavala y de la Puente (26 de febrero-13 de mayo) |
| Estado            | Práxedes Mateo Sagasta                                                                                            |
| Gobernación       | Eugenio García Ruiz                                                                                               |
| Gracia y Justicia | Eugenio García Ruiz, interino (3-4 de enero) Cristino Martos y Balbi (desde el 4 de enero)                        |
| Marina            | Juan Bautista Topete y Carballo Juan de Zavala y de la Puente, interino (18-24 de enero)                          |
| Guerra            | Juan de Zavala y de la Puente                                                                                     |
| Hacienda          | Práxedes Mateo Sagasta, interino (3-4 de enero) José Echegaray (desde el 4 de enero)                              |
| Ultramar          | Víctor Balaguer Cirera                                                                                            |
| Fomento           | Víctor Balaguer Cirera, interino (3-4 de enero) Tomás Mosquera (desde el 4 de enero)                              |

| Presidente        | Juan de Zavala y de la Puente Práxedes Mateo Sagasta, interino (29 de junio-3 de septiembre)    |
| Estado            | Augusto Ulloa y Castañón                                                                        |
| Gobernación       | Práxedes Mateo Sagasta                                                                          |
| Gracia y Justicia | Manuel Alonso Martínez                                                                          |
| Marina            | Rafael Rodríguez de Arias                                                                       |
| Guerra            | Juan de Zavala y de la Puente Fernando Cotoner y Chacón, interino (29 de junio-3 de septiembre) |
| Hacienda          | Juan Francisco Camacho                                                                          |
| Ultramar          | Antonio Romero Ortiz Augusto Ulloa y Castañón, interino (11-21 de junio)                        |
| Fomento           | Eduardo Alonso Colmenares                                                                       |

| Presidente        | Práxedes Mateo Sagasta    |
| Estado            | Augusto Ulloa y Castañón  |
| Gobernación       | Práxedes Mateo Sagasta    |
| Gracia y Justicia | Eduardo Alonso Colmenares |
| Marina            | Rafael Rodríguez de Arias |
| Guerra            | Francisco Serrano Bedoya  |
| Hacienda          | Juan Francisco Camacho    |
| Ultramar          | Antonio Romero Ortiz      |
| Fomento           | Carlos Navarro Rodrigo    |